# 武田大周
武田 大周（たけだ たいしゅう、2001年8月25日 - ）は、日本の男子バレーボール選手である。

## 来歴
東京都中央区出身。幼少の頃から姉の影響を受けてバレーボールをやりたいと思い、地元の名門である上野エンジェルスに小学1年生の時に入部した。4年生時に全国優勝を果たすが、厳しい練習のあまり、中学生になる頃には燃え尽きたと言う。中学校ではバレーボールを楽しくやりたいと思い、家から近い銀座中学校に進学したが、いざそこに身を置くと物足りなさを感じ、再度向上心が強まった。
2017年、松本国際高等学校に進学した。セッターでのプレーを希望していたが、リベロに抜擢された。厳しい練習が続いていたが、高校では練習に励み続け、3年時には主将を務めた。そして、全国高等学校総合体育大会（インターハイ）で優勝、全日本高等学校選手権大会（春高バレー）でベスト4の結果を残した。
2020年、明治大学に進学。しかし、大学時代は思うように結果を残せない日々が続き、何とかしようと、4年時に主将に立候補して就任。徹底した練習に取り組み、東日本大学選手権大会（東日本インカレ）でベスト4の成績を残した。関東大学秋季リーグでは、リベロ賞を受賞した。
2023-24シーズン、V.LEAGUE DIVISION1 MEN（V1男子）に所属する東レアローズの内定選手となった。内定選手としてV1男子の試合に出場し、Vリーグデビューを果たした。

## 所属チーム
- 松本国際高等学校（2017-2020年）
- 明治大学（2020-2024年）
- 東レアローズ静岡（2024年-）

## 受賞歴
- 2023年 - 東日本大学選手権大会 リベロ賞